# Schloss Rosendael

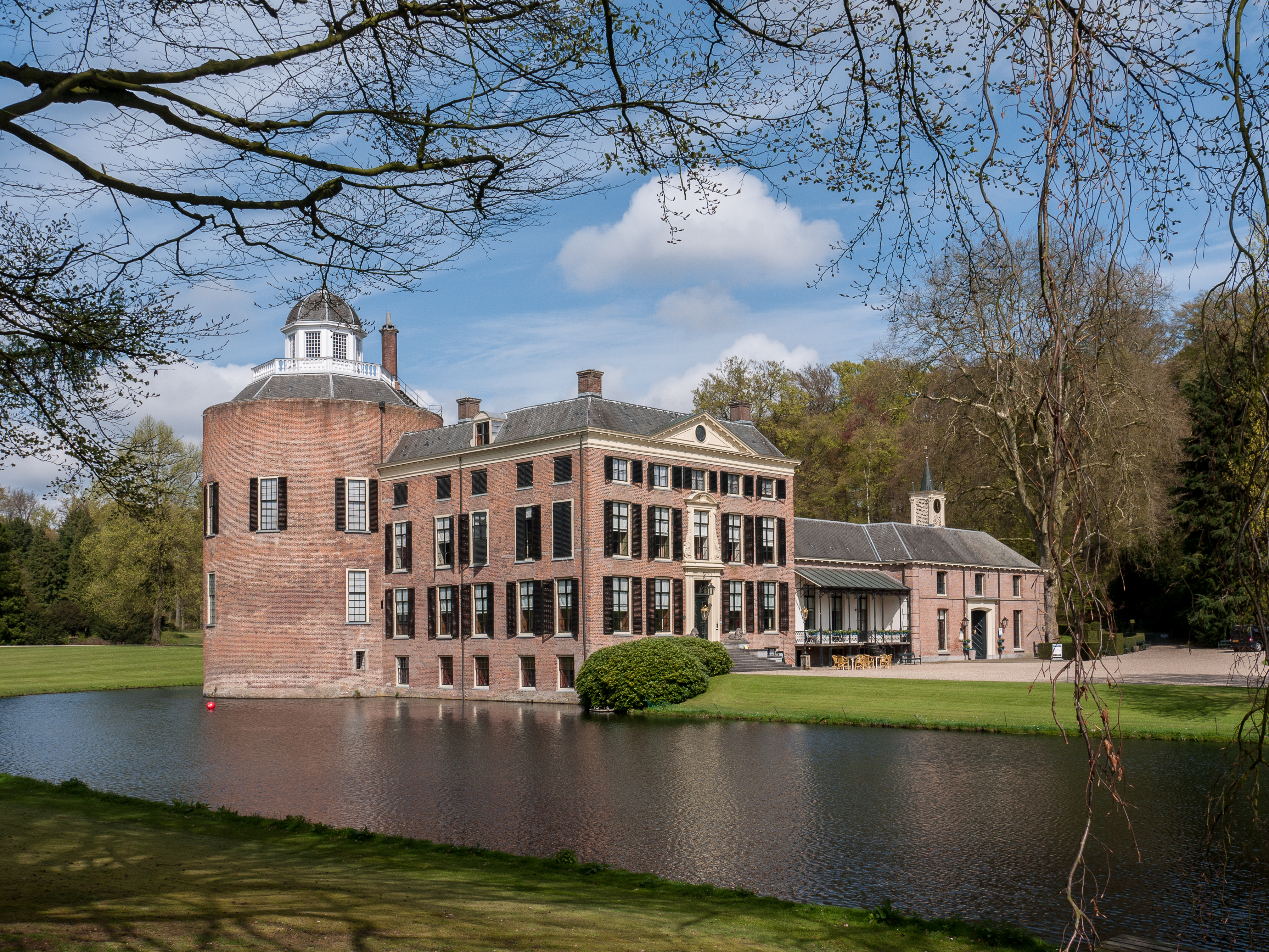
Schloss Rosendael

Schloss Rosendael ist eine ursprünglich spätmittelalterliche Burg, die vom Graf von Geldern errichtet wurde. Die Burg liegt im gelderschen Dorf Rozendaal bei Velp in den Niederlanden. Sie ist Teil des denkmalgeschützten historischen Landsitzes Rosendael. Schloss und Park gehören zu den TOP 100 der niederländischen Denkmalpflege.

## Geschichte
Die Burg wurde 1314 das erste Mal urkundlich erwähnt, ein Graf Reinoud I. war der erste Bewohner. Auch sein Sohn Reinoud II. war Burgherr. 
Nach den Grafen und Herzögen von Geldern wurde die Burg Eigentum des Drosten Willem ab Scherpenzel, der sie 1579 an Dirck van Dorth verkaufte. Van Dorth ließ viel an der Burg verändern, er ließ die Gärten und Teiche anlegen. Nach Van Dorth folgten die Familien Van Arnhem, Torck und Van Pallandt als Eigentümer des Landgutes und der Burg. Zum Besitz gehörte seit 1536 auch das Wald-, Heide- und Jagdrevier Planken Wambuis bei Ede.
Unter Burgherr Lubbert Adolf Torck, der mit der steinreichen Petronella van Hoorn verheiratet war, wurden 1732 die Gärten unter dem Architekten Daniel Marot neu angelegt. In dieser Zeit wurden auch die Muschelgalerien gebaut.

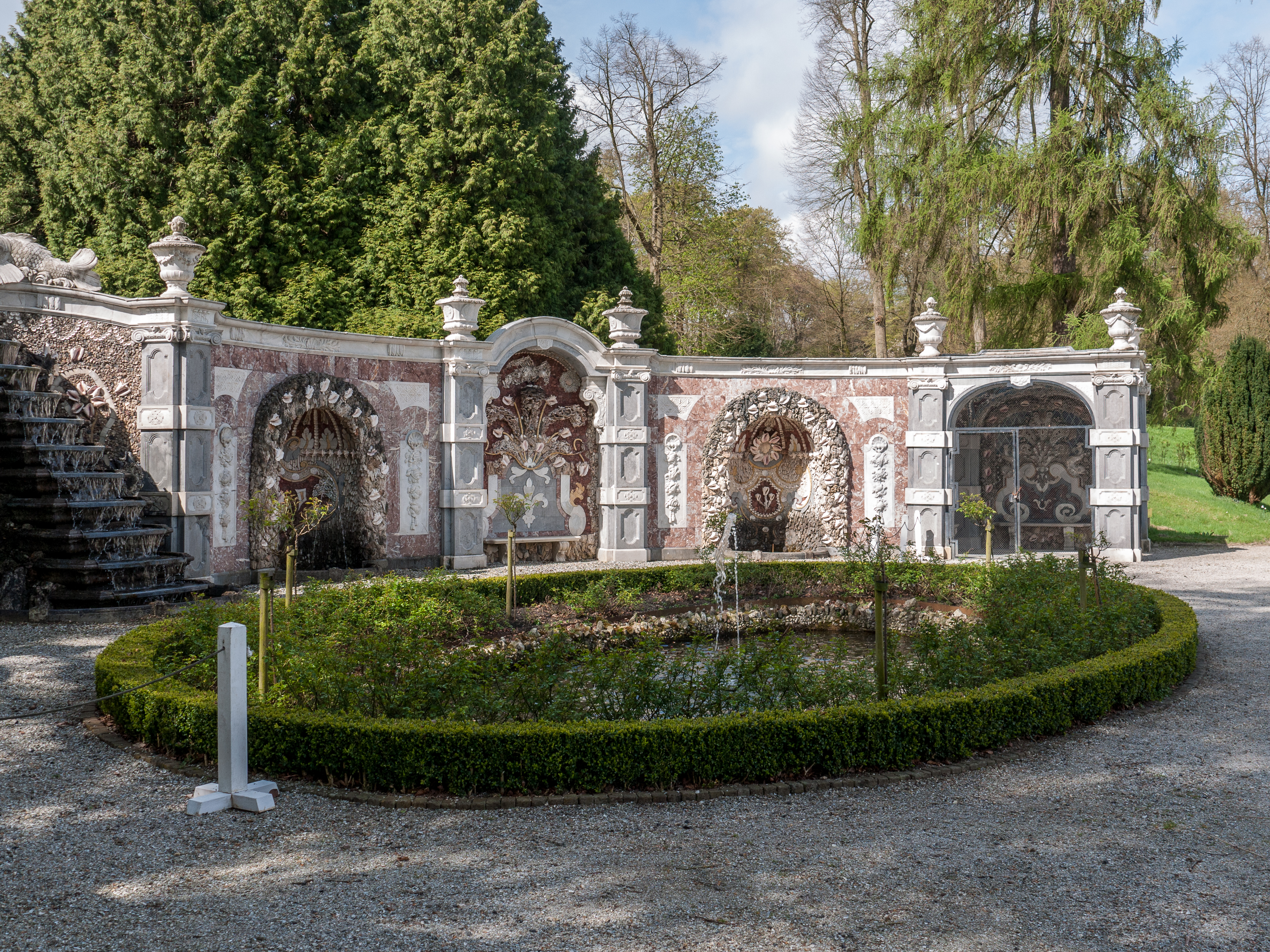
Muschelgalerien

Von der ursprünglichen Burg ist nur der Wohn- und Wehrturm übriggeblieben. Er war ursprünglich 25 m hoch, er hat einen Durchmesser von 16 m. Somit ist er der größte Turm dieser Art in den Niederlanden. 1722 wurde an den Turm ein quadratisches Haus angebaut. Außerdem wurden mehrere Nebengebäude und Stallungen errichtet. Somit wurde aus der Burg mehr und mehr ein Landschloss.
Die Gärten und Teiche wurden im 19. Jahrhundert durch den Architekten Jan Daniel Zocher jr. verändert. Er legte dabei unter anderem mehrere kleinerer Teiche zu einem großen zusammen. Auch die Muschelgalerien wurden überarbeitet. In der Zeit der Van Pallandt entstanden die Betrügerchen. Das sind im Mosaikboden einer Muschelgalerie versteckte Wasserdüsen, aus denen willkürlich Wasser spritzt. Besucher, die sich zufällig auf diesem Mosaikboden befinden, werden nass gespritzt.
1860 entwarf der Architekt Lucas Hermanns Eberson eine Anpassung des Interieurs mit Bezug auf das Ehepaar R.J.C. van Pallandt-Torck.
Im Zweiten Weltkrieg wurde das Schloss durch eine amerikanische Bombe getroffen und der Park teilweise durch eine verirrte V2-Rakete verwüstet. Danach verfiel das Landgut mehr und mehr, bis 1977 der letzte Baron Willem Frederik Torck Baron van Pallandt es der Stiftung Het Geldersche Landschap en Vrienden de Geldersche Kasteelen übertrug. Das Landhaus und der Park wurden restauriert und sind seit 1989 teilweise für das Publikum geöffnet. 
Das Landgut Planken Wambuis wurde 1932 an eine Investitionsgesellschaft verkauft. 
1982 wurde die Bibliothek restauriert, die rund 3000 Bücher und Manuskripte umfasst, u. a. Briefe von der schwedischen Königin Christina an den Philosophen René Descartes. Burgherr Jan van Arnhem (1636–1716) hatte seiner Zeit die Werke gesammelt.

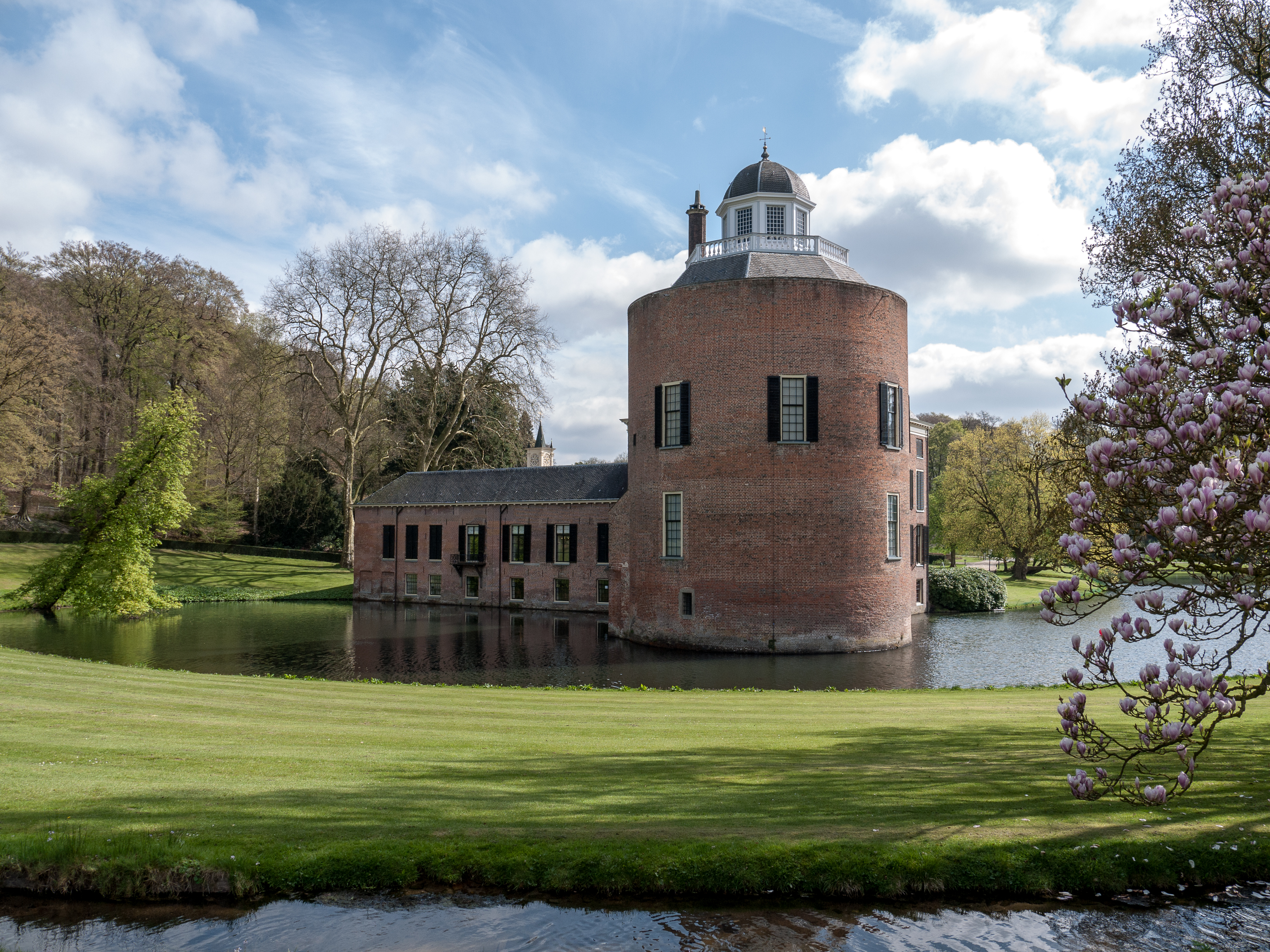
Schloss Rosendael
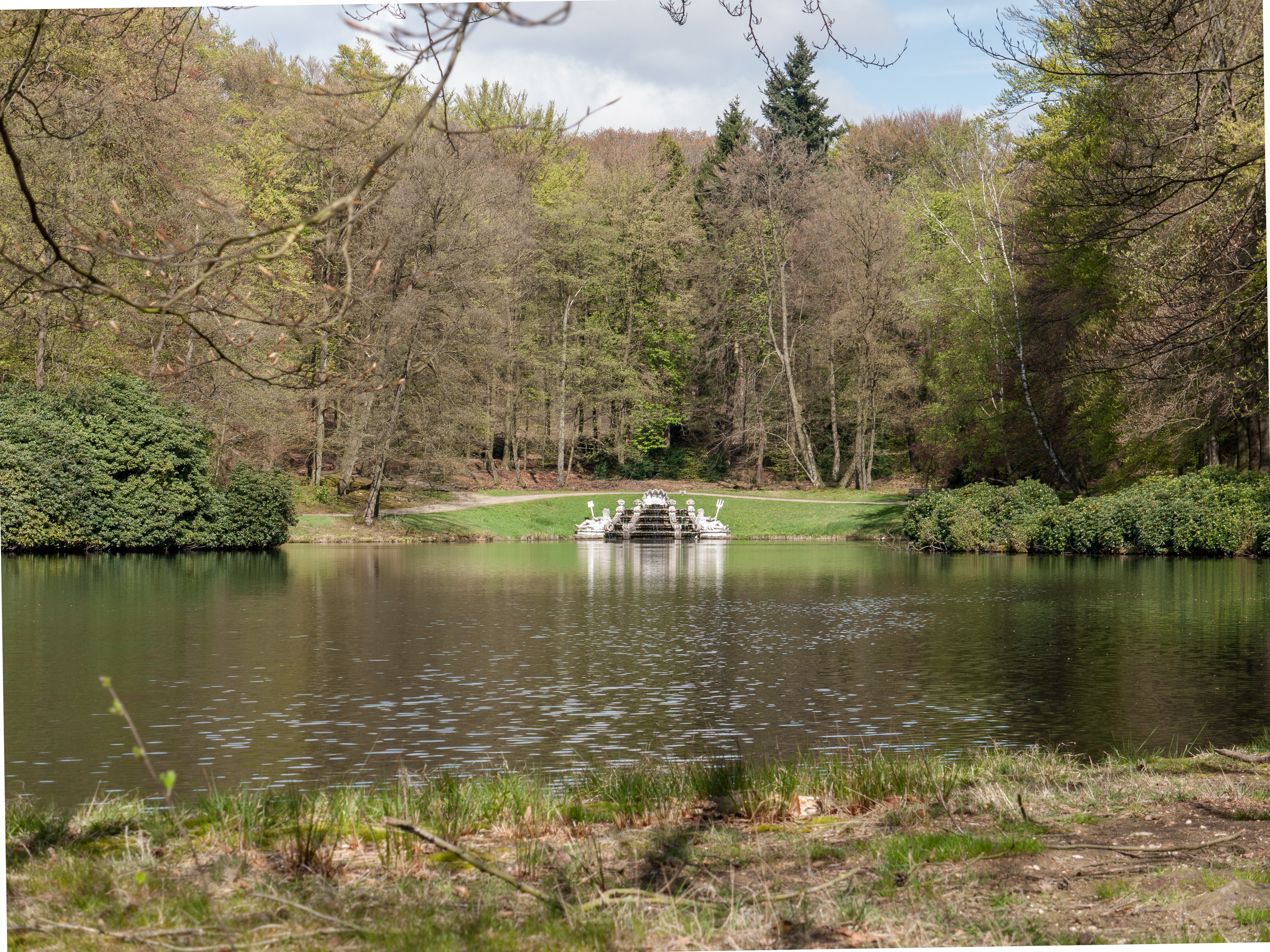
Park Schloss Rosendael
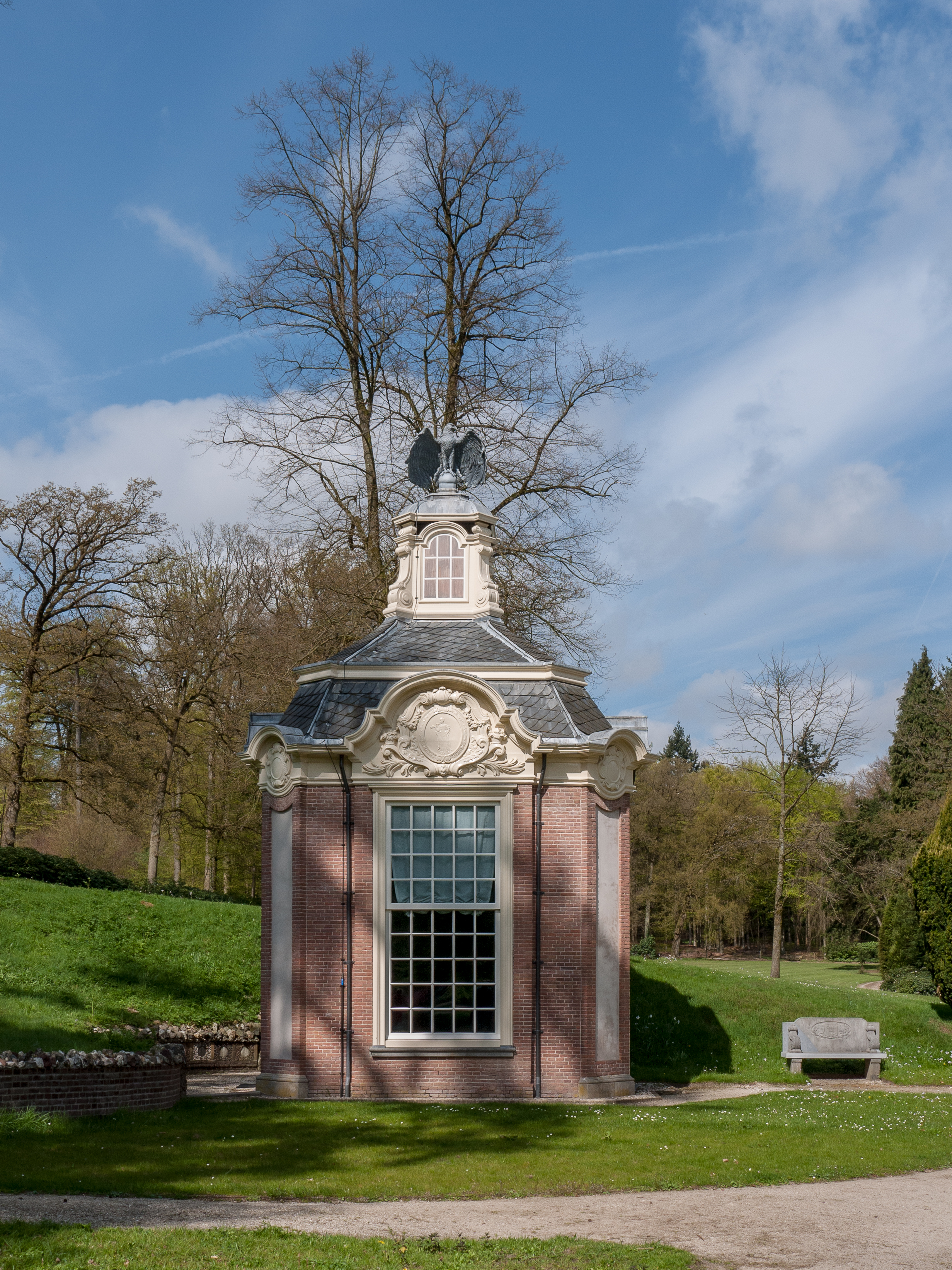
Pavillon im Park von Schloss Rosendael
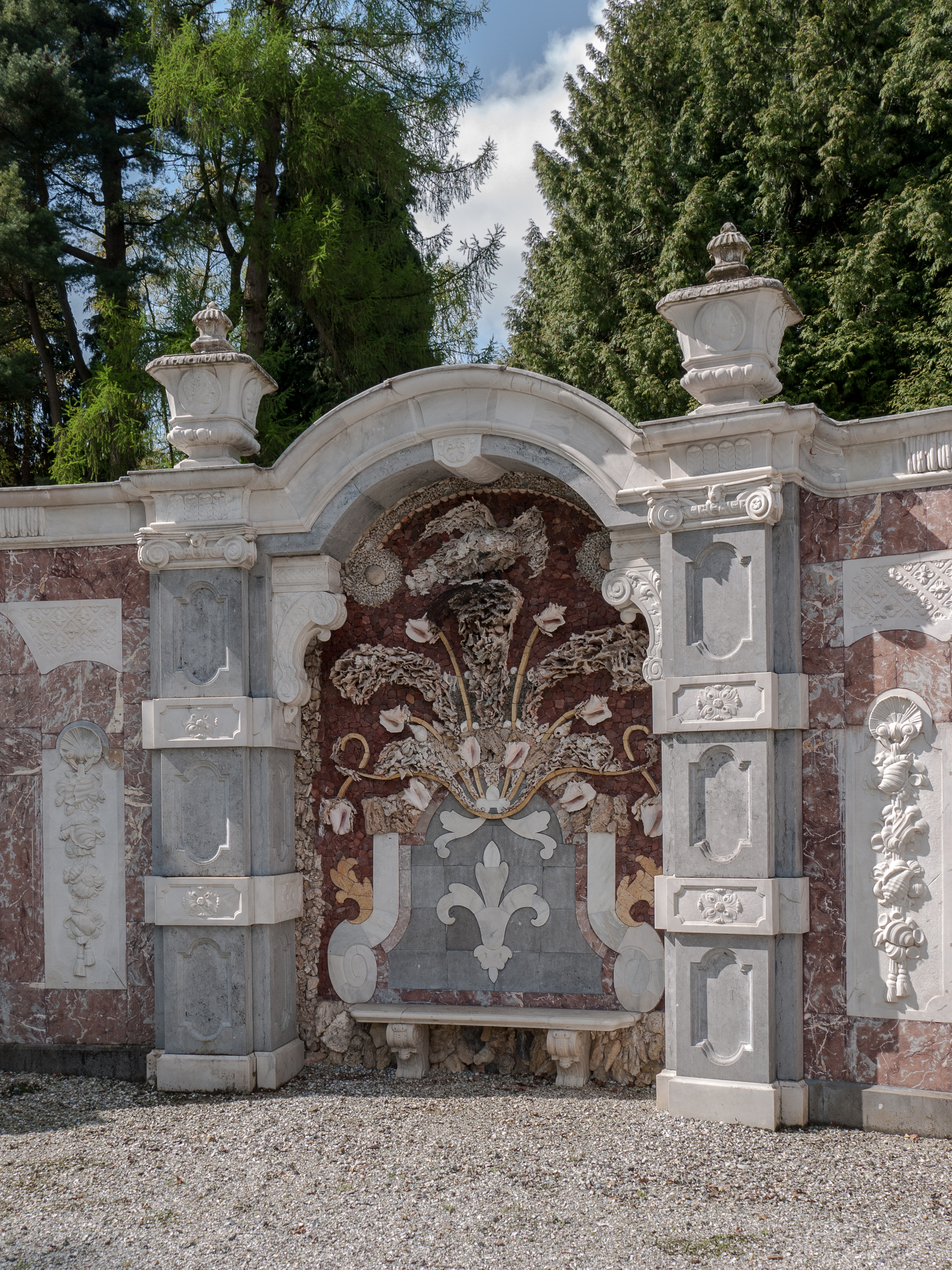
Muschelgalerie im Park von Schloss Rosendael